# Schamhafte Fritillarie
Die Schamhafte Fritillarie (Fritillaria pudica) ist eine Pflanzenart aus der Gattung Fritillaria innerhalb der Familie der Liliengewächse (Liliaceae). Sie kommt im westlichen Nordamerika vor.

## Beschreibung

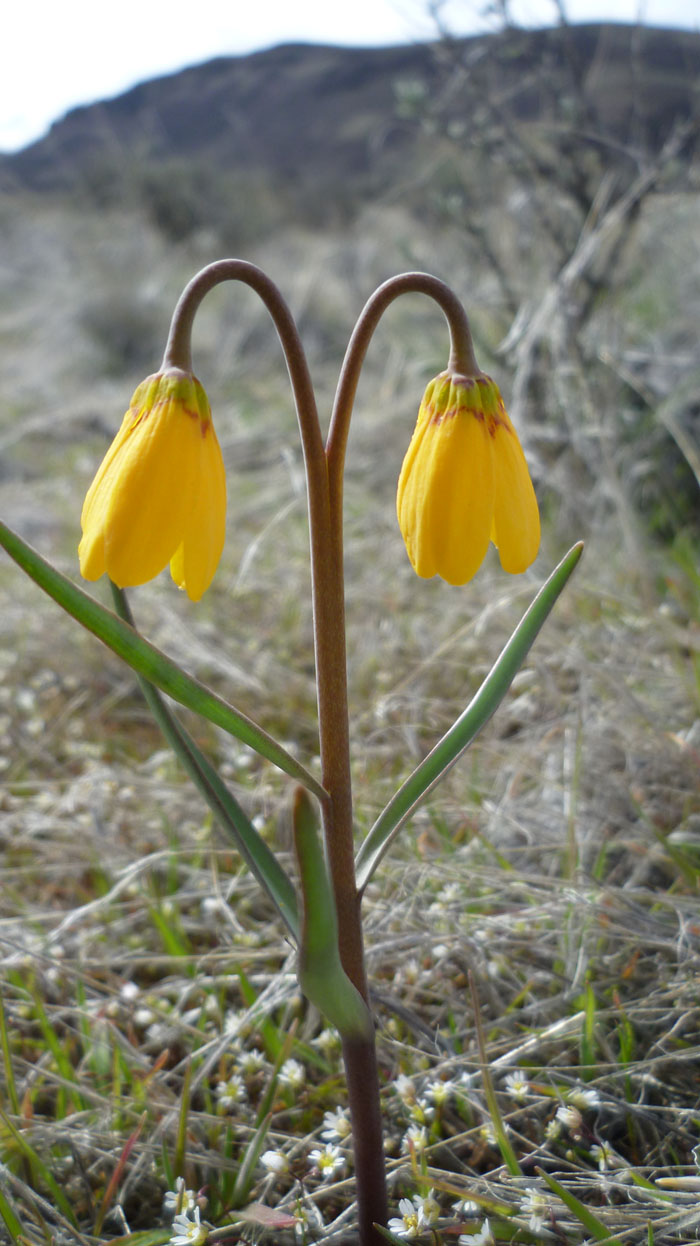
Fritillaria pudica mit zwei Blüten

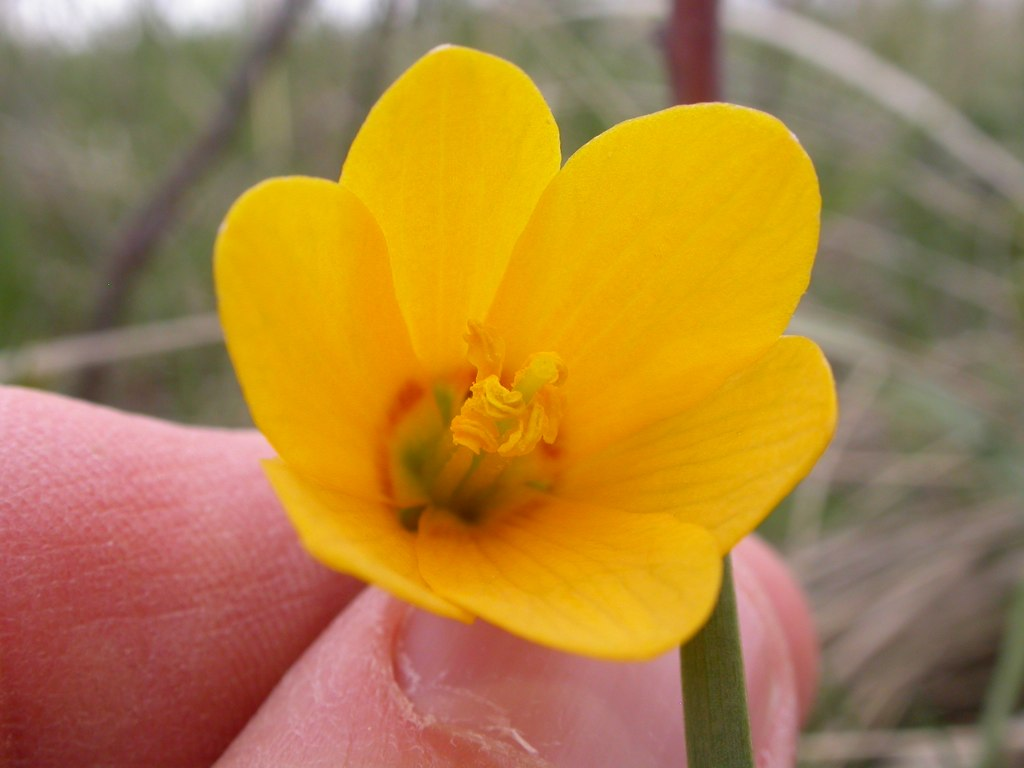
Blick in die Blüte mit Blütenhüllblättern, Staubblättern und Griffel

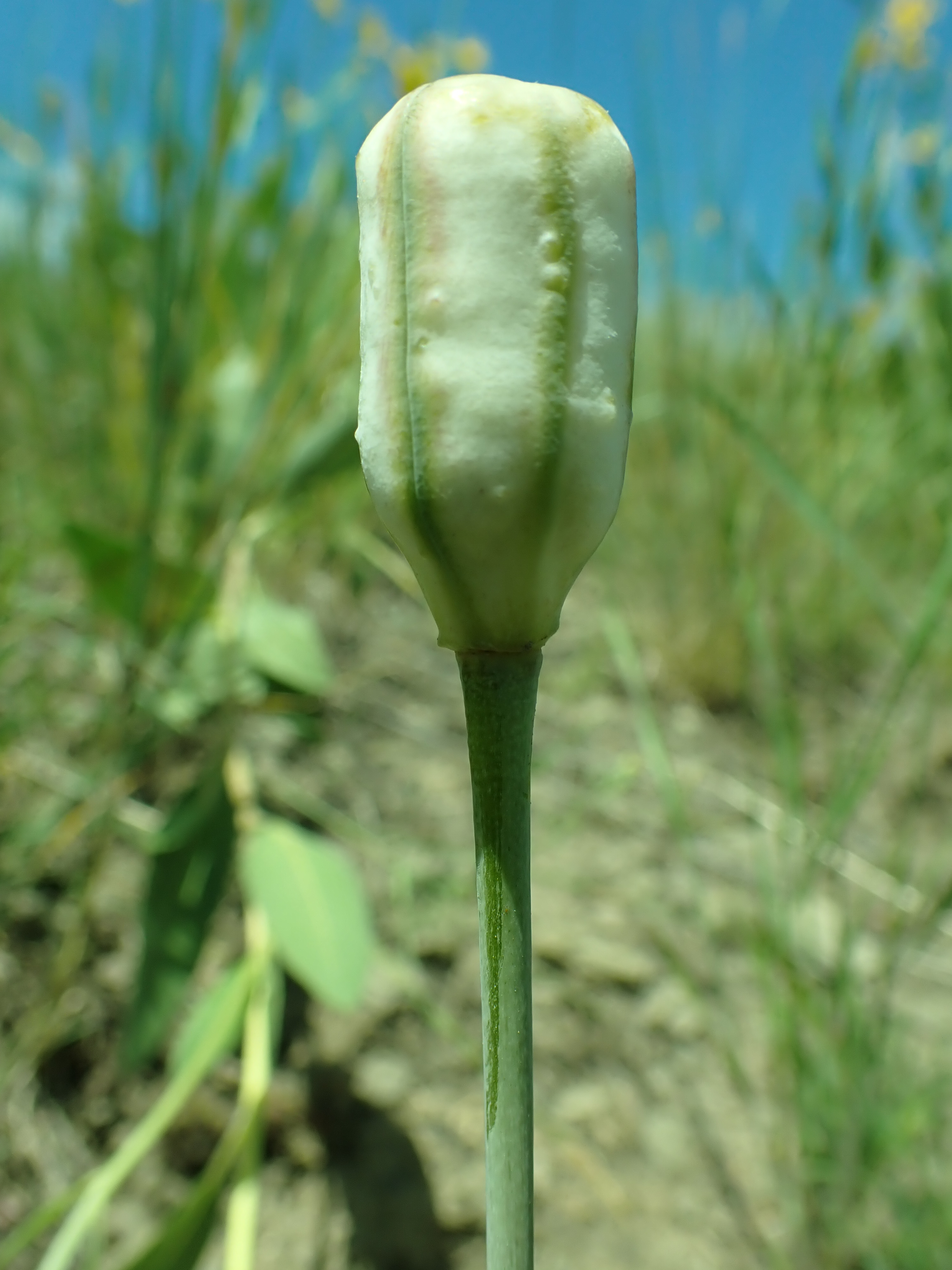
Kapselfrucht

### Vegetative Merkmale
Die Schamhafte Fritillarie ist eine ausdauernde, krautige Pflanze, die Wuchshöhen von 7 bis 30 Zentimetern erreicht. Die Zwiebeln dieser Geophyten bestehen aus vier bis fünf großen, stärkehaltigen Zwiebelschuppen; häufig kommen zwischen 85 und 125 kleine Schuppen dazu.
Die zwei bis acht Laubblätter sind fast gegenständig angeordnet oder sind verteilt. Die einfache Blattspreite ist bei einer Länge von 3 und 20 Zentimetern linealisch bis lanzettlich.

### Generative Merkmale
Die Blütezeit reicht von März bis Juni. Jeder Stängel trägt eine oder zwei nickende Blüten. Die zwittrigen Blüten sind dreizählig. Die sechs unverwachsenen, 0,8 bis 2,2 Zentimeter langen Blütenhüllblätter sind gelb bis orangefarben und einige sind braun gestreift; am Ende der Anthese verfärben sie sich in Richtung ziegelrot. Die Nektarien befinden sich an der Basis der Blütenhüllblätter; sie sind grün und elliptisch rund. Der Fruchtknoten ist oberständig. Der Griffel ist unverzweigt.
Die dreifächrigen Kapselfrüchte sind in der Längsrichtung deutlich kantig. Die Samen sind zweireihig je Fruchtfach angeordnet.

### Chromosomensatz
Die Chromosomengrundzahl beträgt x = 12 oder 13; es liegt Diploidie mit einer Chromosomenzahl von 2n = 24 oder 26 vor.

## Vorkommen
Das Verbreitungsgebiet erstreckt sich im westlichen Nordamerika von British Columbia, über Kalifornien, Idaho, Montana, Nevada, Oregon, Utah, Wyoming bis Washington.
Schamhafte Fritillarie gedeiht auf grasigen oder bewaldeten Hängen in Höhenlagen von 0 bis 2100 Metern.

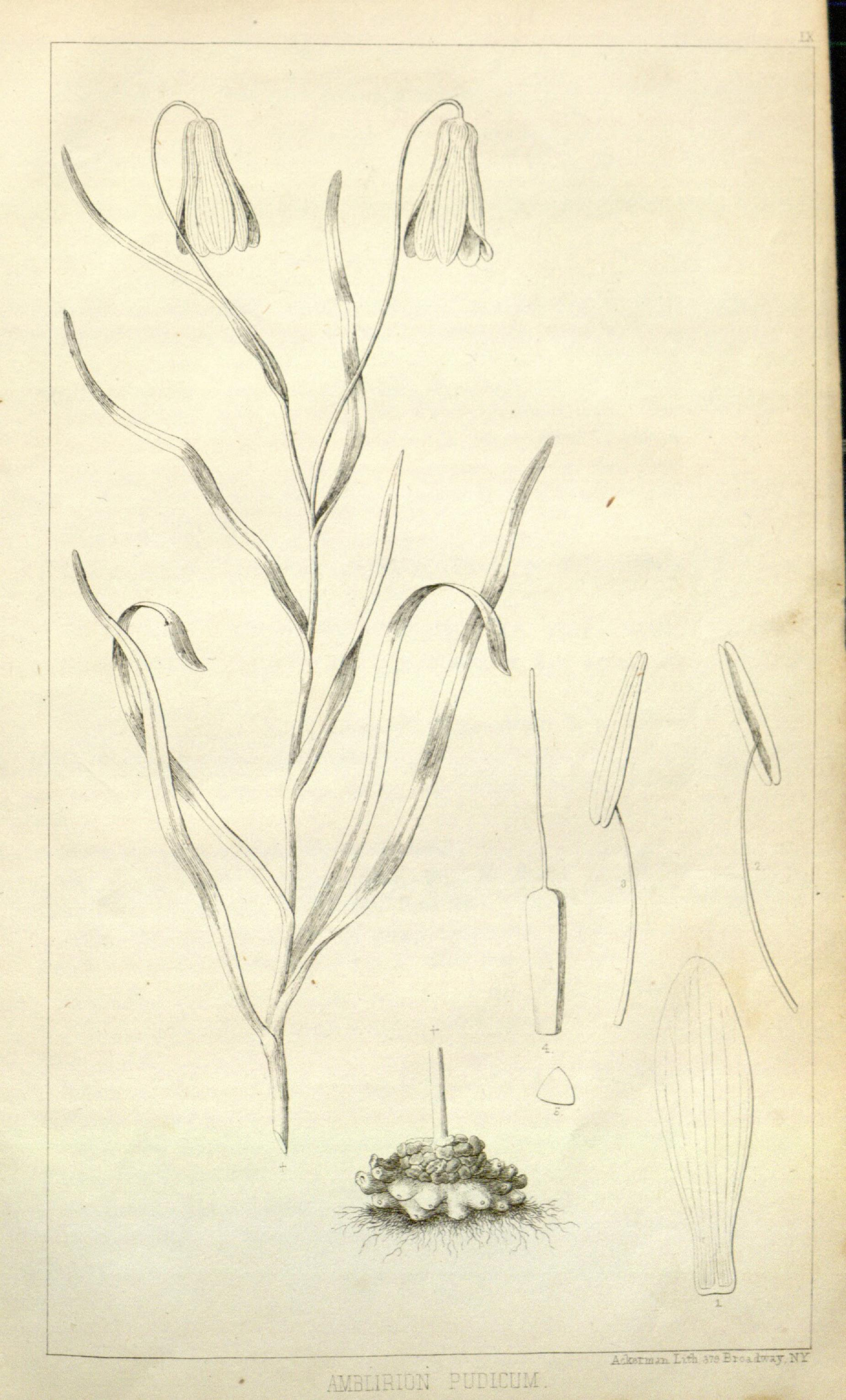
Illustration aus Catalogue of plants collected by the expedition, Tafel IX

## Taxonomie
Die Erstbeschreibung erfolgte 1813 unter dem Namen (Basionym) Lilium pudicum durch Frederick Traugott Pursh in Flora Americae Septentrionalis; or, a Systematic Arrangement and Description of the Plants of North America, Band 1, Seite 228. Schon Pursh bemerkte, dass sie eher zur Gattung Fritillaria passte. In diese Gattung wurde sie 1825 durch Kurt Sprengel in Systema vegetabilium [Caroli Linnaei ..., Editio decima sexta 16. Auflage, Band 2, Seite 64 als Fritillaria pudica (Pursh) Spreng. gestellt.

## Nutzung
Die Schamhafte Fritillarie war als Nahrung bei den nordamerikanischen Ureinwohnern verbreitet. Die kleinen Zwiebeln wurden roh verspeist, die größeren getrocknet oder gekocht. Für die Okanagan und Colville war das Erblühen der Schamhafte Fritillarie ein Frühlingssymbol. Die Secwepemc sammelten große Blumensträuße.